# Тошевци
То̀шевци е село в Северозападна България. То се намира в община Грамада, област Видин.

## География
Селото е разположено в северозападния край на България, на около 260 м надморска височина. Разстоянието до границата със Сърбия е около 25 км. Първоначално къщите с дворовете в селото са били разположени от двете страни на безименна река, или както я наричат селяните – „барата“. Селото е съставено от 5 махали – Средна, Горна, Бутан, Влашка и Бушняшка.
Както и в целия Видински регион, през ранния историчеси период основен поминък на населението безспорно е било земеделието и животновъдството. Занаятчийството е било развито до степен, задоволяваща нуждите на населението.

## История
Историята му е много обща с историята на другите села в България и по-конкретно с тази на селата от северозападния край.
Но наред с общото, тя има и свои специфични особености, които в някои отношения създават до известна степен самостоятелен облик на селото.
Има различни легенди за първите заселници и името на селото.
Около средата на 18 век на землището на с. Урбабинци /днешното с. Тошевци/ идва и се настанява на различни места със своя добитък, птици и др. турчина Урбаба. Кой и откъде е той?
Според разкази на стари хора от селото, пашата в с. Грамада /днешния гр. Грамада/ имал трима сина – единият се казвал Урбаба, вторият – Бранко, а на третия името не е известно. Когато пораснали и били вече женени, Урбаба идва и се настанява на землището на с. Тошевци, а Бранко на землището на днешното с. Бранковци.
Според разказите Урбаба най-напред се спрял в местността „Пуйка“, където развъдил голямо стадо пуйки, гъски, патици и др., от което после долчината получава името „Пуйка“. Пчелинът си Урбаба е настанил на около 100 метра от чешмата „Ралча“. Оборите на голямата му чарда говеда са се намирали между западния край на селото и така наречения „Сляп кош“.
На това място старите хора му казвали турската ливада.
За гледане на добитъка си, Урбаба е взимал хора от Грамада, които са си построили там примитивни землянки и колиби за живеене. Тия негови ратаи, макар че са били малко на брой, се смятат за основоположници на селото.
Кои и какви са били хората грижели се зе добитъка, птиците и пчелите на турчина-господар, не се знае, изгубило се е в миналото.
Но с положителност се знае, че някой си Райко и жена му, дълги години са пасли турските говеда. Те били бездетни и един ден, пасейки говедата, те чули детски плач. Веднага отишли да проверят и за тяхно учудване, близо до реката намерили малко дете повито в пелени. Тъй като нямали деца, те много се зарадвали, взели детето и му дали името Найден. Докато да отрасне детето те узнали, че родителите му са от едно от близките до планината села, но името му е забравено. След като поотраснало момчето, то започнало да спохожда близките и роднините си в това село, особено когато там имало местен празник. На един такъв празник намерили мома на момчето и го оженили. Направили сватба. Идвайки си при втория баща, Райко, който го отгледал, момъкът довел и булката си.
Намирайки се в крайна сиромашия, слугата Райко не се зарадвал на женитбата на сина си Найден. Седнал пред землянката си и заплакал. В това време пристигнал турчинът, за да види добитъка и имотите си. Като видял слугата си да плаче, го попитал каква е причината и Райко му отговорил: „Как да не плача, чорбаджи, като ние нямаме хляб за нас, нямаме земя, кола, волове, пък Найден довел и чужда челяд да се мъчи с нас“. На тоя отговор турчинът се изсмял с глас и казал: „От Дунав до планината е все моя земя, а за твоя Найден няма земя да се изхрани. В говедата си имам само юници седемдесет. Иди, хвани два от тях и изори една част от ливадата ми до оборите!“ Това зарадвало донякъде бедния ратай и те се приготвили да хващат юниците, което не било така лесно. Предварително приготвили примки от дълги въжета, качвали се на дървета, под които ще минат говедата, и с дълъг прът хвърляли примките на рогата на юниците и пускали въжетата да ги влачат известно време, след което ги хващали и укротявали. След това ратаят Райко и синът му Найден изорали една част от ливадата, както им казал турчинът, и от нея те си изкарвали прехраната. С течение на времето, след като Урбаба починал или напуснал владенията си в селото, това място останало за вечно ползване от ратая му Райко и намереното и отгледано от него дете Найден. Понеже се знаят имената на синовете, внуците и правнуците на този Найден, се идва пак до заключението, че слугата Райко и жена му са пасли турските говеда от 1760 г. насам, след което е започнало и заселването на селото.
Близка до тази легенда, също по разкази на стари хора, е, че трима братя жители на с. Грамада набили баща си заради пиянство. Подгонени от турските власти, те напуснали селото и се заселили на около 3 км западно от Грамада, по поречието на реката. На турски „вур-баба“ значи "бий баща". постепенно първата буква от първата дума изчезнала, за да се образува слятото урбаба. С наставката „инци“, характерна за много селища в страната, се оформя окончателно името Урбабинци.
За произхода на старото име на селото има и друго предположение. Говори се, че една бабичка биела непослушния си син, а турчинът, който я гледал ѝ викнал: „Ур-бабо“, т.е. „удри бабо“ и от това произлязло името Урбаба, а после била прибавена и наставката „инци“. (Уур е име няма връзки с вур или ур)
В края на XVIII и началото на XIX век в селото се установяват значителен брой преселници от Тетевенско, но с времето характерният им централeн балкански говор е изгубен.
През Втората световна война Урбабинци, заедно със съседното село Макреш, е известно с големия брой комунисти, някои от които участват в Партизанския отряд „Георги Бенковски“. През 1945 година в Урбабинци е създадено едно от първите Трудови кооперативни земеделски стопанства в района, в което първоначално се включват 70 семейства и което получава името „Септември“.
След Кулските събития от март 1951 година 4 семейства (12 души) от селото са принудително изселени от режима.
Комунистическият режим преименува селото по имената на тримата убити партизани през януари 1944 г., а именно: Тошо Младенов Герговски – секретар на партийната организация в селото и зам.-политкомисар на отряд „Георги Бенковски“ (а също и баща на бъдещия президент Петър Младенов), Тодор Панов Иванов и Тошо Вълчов Иванов. Като израз на дълбока признателност към тяхното революционно дело и героична смърт, и на другите загинали партизани – Лило Младенов, Петър Лилов и Георги Целов, беше издигнат внушителен гранитен паметник-композиция с фигурите им на площада на селото.

## Население
Преброяване на населението през 2011 г.
Численост и дял на етническите групи според преброяването на населението през 2011 г.:
|                     | Численост | Дял (в %) |
| Общо                | 170       | 100,00    |
| Българи             | 168       | 98,82     |
| Турци               | 0         | 0,00      |
| Цигани              | 0         | 0,00      |
| Други               | 0         | 0,00      |
| Не се самоопределят | 0         | 0,00      |
| Неотговорили        | 1         | 0,58      |

## Културни и природни забележителности
На центъра на селото е издигнат гранитен паметник – композиция с фигурите на шестте убити партизани
Има малка рекичка и гори подходящи за излети

## Редовни събития
Всяка година в първата неделя от месец август се провежда традиционния събор.

## Личности

### Родени в Тошевци
- Младен Цеков (1834 – ?), депутат, прадядо на Петър Младенов
- Живко Живков (1915 – 2000) – политик от БКП и министър в няколко правителства
- Петър Младенов (1936 – 2000) – политик от БКП и президент на България
- Цено Ламбрев (1897 – 1917) – подпоручик, взводен командир на 8-а рота на 3-ти пехотен Бдински полк
- проф. д-р инж. Светлана Лилкова-Маркова Ръководител катедра „Техническа механика“ към УАСГ
- проф. Димитър Димитров (1915 – ?) Софийски университет, катедра „География“

### Починали в Тошевци
- Младен Цеков (1834 – ?), депутат, прадядо на Петър Младенов

### Цитирани източници
- Груев, Михаил. Преорани слогове. Колективизация и социална промяна в Българския северозапад 40-те – 50-те години на XX век.   София, Сиела, 2009. ISBN 978-954-28-0450-5.